# Glewice
Glewice (do 1945 niem. Glewitz) – wieś sołecka w północno-zachodniej Polsce położona w województwie zachodniopomorskim, w powiecie goleniowskim, w gminie Goleniów.
W latach 1975–1998 miejscowość położona była w województwie szczecińskim. W roku 2009 wieś liczyła 120 mieszkańców.

## Geografia
Wieś leży na Równinie Nowogardzkiej i skraju Równiny Goleniowskiej oraz Puszczy Goleniowskiej, przy drodze krajowej nr 6, ok. 7 km na północny wschód od Goleniowa, nieopodal rzeki Gowienicy i jednostki wojskowej w Mostach-Osiedlu.

## Historia
Pierwsza wzmianka o Glewicach jest datowana na XV wiek. Wieś została założona na planie owalnicy jako własność kościelna. W 1534 roku, po reformacji na Pomorzu nastąpiła sekularyzacja i przekazanie tym samym wsi domenie w Nowogardzie. Pod koniec XVIII wieku powstał folwark, który jednak szybko uległ likwidacji. W XIX wieku znajdował się tutaj wiatrak, kościół, kuźnia, kilka dużych gospodarstw chłopskich. W 1874 roku zamieszkiwało tutaj ok. 270 osób. W tym okresie przebudowano kościół, a wiatrak zburzono w roku 1945.

## Architektura
Zabytek chroniony prawem:
- kościół pw. św. Stanisława Biskupa i Męczennika szachulcowy z 1789 i 1840 r., nr rej. 404 z dnia 5 grudnia 1963 r. Kościół filialny, rzymskokatolicki należący do parafii pw. św. Katarzyny w Goleniowie, dekanatu Goleniów, archidiecezji szczecińsko-kamieńskiej, metropolii szczecińsko-kamieńskiej. Na wieży kościoła znajduje się dzwon z 1596 roku wykonany przez stargardzkiego ludwisarza Joahima Karstede.[9] Dawniej przy kościele znajdował się cmentarz, który zlikwidowano. Świątynia to budynek o konstrukcji salowej, posiada spadzisty dach, jedną kondygnację oraz wieżę dzwonną. Na zewnątrz stoi chrzcielnica granitowa. Kościół poświęcony 8 maja 1947 r.

Wieś zachowała układ przestrzenny z nawsiem. Obecna zabudowa wsi pochodzi głównie z początków XX wieku (stare chałupy ryglowe i murowane). Znajduje się tutaj również wiele nowo wybudowanych domów.

## Gospodarka
W Glewicach znajduje się stolarnia, kilka firm, sklep.

## Komunikacja
We wsi jest przystanek PKS. W pobliżu wsi przebiega droga ekspresowa nr 6. Około 2 kilometry na południowy zachód od wsi znajduje się Port lotniczy Szczecin-Goleniów, wchodzący administracyjnie w skład sołectwa Glewice, oraz bezpośrednio przy nim leżący przystanek kolejowy Port Lotniczy Szczecin Goleniów.